# Живко Богдан
Живко Богдан (Иђош, 14. март 1853 - Будимпешта, 20. април 1913) је један од знаменитих Кикинђана. 
Школовао се у Сегедину, Братислави и Будимпешти. Када се вратио у Велику Кикинду био је адвокат и политичар. Постао је градоначелник 1896. и све до 1910. године био на челу града. Као један од најуспешнијих градоначелника допринео је развоју саобраћаја, електрификације, школства, здравства, спорта и социјалне политике. Био је и посланик угарског Сабора, председник православне Црквене општине, „Гусала”, Српске читаонице и Позоришног одбора. Награђен је племићком титулом, а град је основао фондацију „Др Живко Богдан” како би се спречило ширење туберкулозе.